# Fontenay-près-Chablis
Fontenay-près-Chablis es una localidad y comuna francesa situada en la región de Borgoña, departamento de Yonne, en el distrito de Auxerre y cantón de Chablis.

## Demografía
| 290 | 308 | 308 | 344 | 301 | 297 | 296 | 305 | 285 | 317 | 314 | 312 | 289 | 284 | 280 | 284 | 268 | 276 | 283 | 251 | 222 | 227 | 197 | 198 | 178 | 184 | 181 | 178 | 177 | 164 | 144 | 138 | 133 |
| Para los censos de 1962 a 1999 la población legal corresponde a la población sin duplicidades (Fuente: INSEE [Consultar]) |     |     |     |     |     |     |     |     |     |     |     |     |     |     |     |     |     |     |     |     |     |     |     |     |     |     |     |     |     |     |     |     |